# Bombdådet i Mogadishu i oktober 2017
Bombdådet i Mogadishu, i vilket minst 587 personer dödats och hundratals skadades, inträffade lördagen den 14 oktober 2017. Kondoleanser kom från politiska ledare i flera länder och Somalias president, Mohamed Abdullahi Mohamed, deklarerade tre dagars landssorg.